# Lost Boys & Fairies
Lost Boys & Fairies è una miniserie televisiva del 2024 ideata da Daf James e prodotta e distribuita dalla BBC.

## Trama
Gabriel e Andy sono una coppia gay insieme da otto anni e desiderosa di adottare un bambino. I due intraprendono quindi l'iter burocratico per l'adozione, con l'aiuto dell'assistente sociale Jackie. Andy è entusiasta all'idea di diventare padre, mentre il compagno Gabriel, una drag queen, è recalcitrante, non solo a causa del suo passato da tossicodipendente, ma anche perché la sua infanzia non era stata felice, essendo segnata dalla morte prematura della madre e dall'omofobia del padre. Nonostante i due volessero adottare una bambina, Andy e Gabriel conoscono e cominciano ad affezionarsi al piccolo Jake, un bambino in affido dopo essere stato tolto dalla violenta famiglia d'origine. Tuttavia, appena prima di finalizzare l'adozione, Andy viene ucciso accidentalmente mentre cercava di sedare una rissa e a Gabriel, devastato per il lutto, spetta la decisione se andare avanti o meno con l'adozione di Jake.

## Produzione
La miniserie è stata annunciata nel giugno 2022.

## Promozione
Il primo trailer della miniserie è stato diffuso il 23 maggio 2024.

## Distribuzione
I tre episodi sono stati distribuiti a cadenza settimanale tra il 3 e il 17 giugno 2024 su BBC One.